# Маревний паразитоз
Ма́ревний паразито́з (англ. delusional parasitosis; також дерматозо́йне ма́рення від дав.-гр. δέρμα — «шкіра» та дав.-гр. ζῷον — «жива істота, тварина»; також синдром Екбома, також зоопати́чне марення, маревна інфестація; також хвороба Моргеллонів або Моргеллони; основна назва розладу «маревний паразитоз» була введена в 1948 році в описі 45 випадків) — моносимптомне іпохондріальне марення, первинний психічний розлад, при якому хворі вважають, що уражені паразитами (просто «шкідники», паразити, «дрібні тваринки», гострики, інші гельмінти; комахи — жуки, воші, кліщі, блохи, комарі, клопи, мухи, павуки тощо). Про мікроскопічних «патогенів», таких як бактерії чи віруси, повідомляється набагато рідше. Передбачувані інвазії якимось неживим матеріалом, наприклад, волоссям, «плямками або цяточками», «пігментами», піском, нитками, волокнами тощо, були рідкістю до появи явища «хвороба Моргеллонів» у 2002 році. Ці з їхніх слів «патогени» містяться переважно в шкірі, проте часто й безпосередньо в отворах тіла, слині, мокротинні, шлунку, кишці тощо, хоча об'єктивні ознаки цього відсутні. Іноді пацієнти вважають, що в них містяться мертві паразити. Вони описують свої відчуття як «повзання», «укуси», «паразити залишають сліди», «будують гнізда» тощо. Можуть показувати катишки, ворсинки, частки одягу, волосинки, секрети сальних залоз, шматочки шкіри або інше сміття, що містяться в пластиковій обгортці, на клейкій стрічці або в сірникових коробках. Зазвичай вони заявляють, що там містяться паразити, однак у цих колекціях їх немає. Це носить назву «симптом сірникової коробки» або «знак обгортання сарани» (англ. Saran-wrap sign).
Рідше у складі маревного паразитозу розглядається наявність у пацієнта маревного відчуття неприємного запаху тіла або галітозу.
У пацієнтів немає явних когнітивних порушень, органічні ураження відсутні. Справжні інвазії та первинні системні захворювання, які спричинюють свербіж, не виявляються. Первинних уражень шкіри немає. Фізикальне обстеження може виявити лише лінійні ерозії з кірками, вузликами та / або виразками. Їхні суб'єктивні тактильні відчуття на шкірі вважаються ілюзіями або галюцинаціями, які неможливо розрізнити в такій ситуації.

## Поширення
Зазвичай маревний паразитоз вважається рідкісним розладом, особливо психіатрами. Однак його частота недооцінюється. А от дерматологи та мікробіологи сумніваються, що це рідко. Існує невідомість у розумінні кількості, інтернет-форуми дають розпливчасте уявлення про справжню частоту. Встановлено, що середня кількість випадків маревного паразитозу в установі чи лікарні на рік становить від 0,6 (дерматологія) до 20 (ентомологія та психіатрія). Лише в медичній літературі на 2008 рік опубліковано опис понад 1400 випадків. Поширеність 5,58 випадків на 1 мільйон жителів була розрахована на підставі випадків, повідомлених у лікарнях та службах охорони здоров'я, тоді як значно більша поширеність була оцінена на основі опитування приватних практик — 83,23 на мільйон жителів.

## Історичні факти
Французькому дерматологу Жоржу Тібірге зазвичай приписують перший детальний медичний опис клінічної картини у 1894 році, хоча є деякі вказівки навіть на старіші описи. Тіберге назвав постраждалих «акарофобами» (акарофобія та ентомофобія походять від дав.-гр. ακαρi — кліщ, дав.-гр. Φ'oβος — страх, а дав.-гр. εντομος від комах). Тібірге описав наступні дві підгрупи осіб: тих, хто раніше справді мав коросту (і її вилікували), і тих, хто її ніколи не мав. Він також відмітив, що подібні прояви трапляються і при кокаїнізмі.
Тільки через 2 роки дерматолог Перрін з Марселя представив три вичерпні історії хвороби, використовуючи назву «невротична паразитофобія (фр. des névropathies parasitophobiques)». Він підкреслив, що у пацієнтів було хворобливе переконання щодо паразитарної інвазії («паразитарний паразит», що впливає на хворобу). Термін фобія, очевидно, помилковий на сьогодні, але французька назва «фобія» в ті часи не посилалася на невротичний симптом. Тібірге та Перрін правильно описали неправильні переконання, а не фобічні розлади.

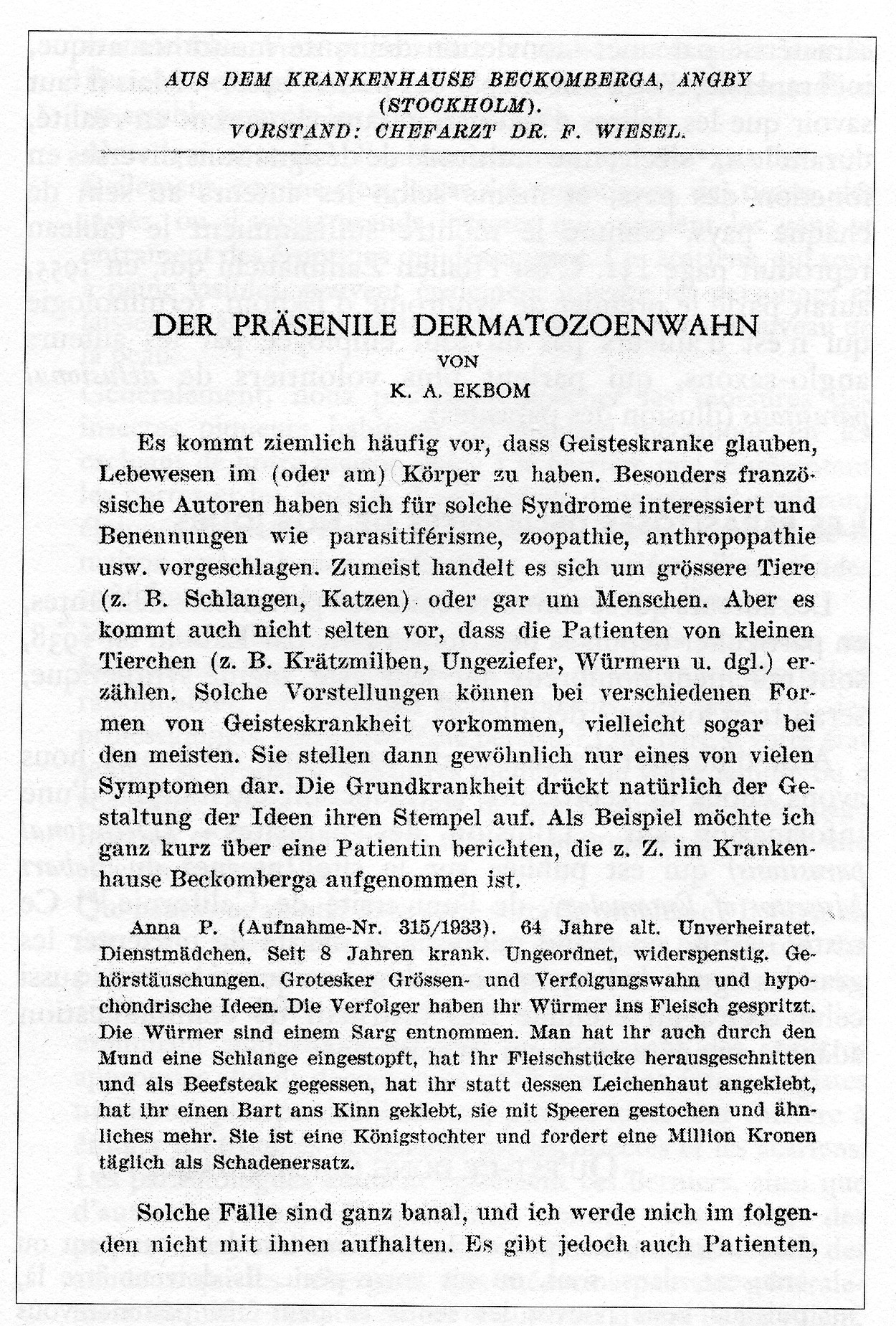
Опис паразитозу Карлом-Акселем Ексбомом

У своїй книзі «Короткі життя» англійський письменник Джон Обрі (1626—1697) описав в'язня Лондонської вежі Джеймса Гаррісона, який страждав від подібної хвороби. Інші ранні уявлення про можливу етіологію хвороби походять від П. Джакарді, який вперше описав, що «маревна віра» може бути отримана іншою людиною як індукований психоз («поділена маревна віра в парі»). Макнамара вважав, що «галюцинації» є головною ознакою синдрому. Г. Шварц першим розглянув маревний паразитоз як форму іпохондріазу в спектрі афективних розладів (який занадто вузький) і вперше відзначив преморбідні ананкастичні риси особистості. Іншу етіологію підкреслила робота шведського психіатра Карла-Акселя Екбома «Der präsenile Dermatozoenwahn». Запропонована нова модель захворювання на основі семи випадків (всі жінки в постменопаузі), яка концептуалізувала попередній інволюційний / органічний синдром мозку, що трактувалися хибно відносно всього масиву випадків маревного паразитозу.
Першим з успіхом застосував електроконвульсивну терапію (ЕКТ) у двох пацієнтів із психотичною депресією Губерт Гарбауер. Відповідно, він не схвалював концепцію Екбома про інволюційний розлад. Берс і Конрад підтвердили позитивні, але минущі ефекти ЕКТ у двох випадках, пов'язаних з депресією, і підкреслили синдромний аспект хвороби, який характеризувався як хронічний тактильний галюциноз з органічною основою (подібний до галюцинозу у алкоголіків або у пацієнтів із сифілісом або іншими органічними ураженнями мозку). Ця концепція в основному використовується в МКХ-10 (органічний галюциноз F06.0).
У 1995 році, спираючись на дослідження 1223 випадків, Траберт виявив значно покращений прогноз та результат із застосуванням антипсихотичних засобів. Того ж року було опубліковано перше повідомлення про позитивні ефекти нетипового антипсихотика (рісперідона).

## Етіологія і патогенез
Невідомі до кінця. Патогенез ймовірно є багатофакторним. Припускається, що власні відчуття, такі як парестезія або інший свербіж, ініціюють розлад, який частіше трапляється серед пацієнтів старшого віку. У міру того, як шкіра стає більш схильною до ідіопатичного свербежу, центральна нервова система та психічна діяльність не справляються при тлумаченні цих відчуттів. Згодом реальність сприймається неправильно і стає асоційованою з параноїчною ідеєю. З цієї омани народжується зрештою моносимптомне марення. Психосоціальне функціонування може часто погіршуватися внаслідок цього марення.
Для пояснення розвитку марення була запропонована двофакторна когнітивна модель. Перший фактор її складається з ненормальних сенсорних сприйнять, які спонукають до різних марень, а другий фактор — це дисфункціональна «система оцінювання віри», розташована в передній корі, яка, як вважають, є загальною для всіх маревних розладів і заважає хворому відкинути свою віру у хворобу незважаючи на переконливі докази проти неї. Ця модель успішно застосовується при поясненні синдрому Капграса— Котарда — двофакторна теорія монотематичних марень.
Імовірно все пов'язане з нейрохімічною патологією. Ця концепція підкреслюється виникненням хвороби через індукцію психоактивними агентами (наприклад, амфетамінами, кокаїном та метилфенідатом) та її збігом з депресією, шизофренією, соціальною ізоляцією та порушенням нейросенсорної чутливості.
Деякі автори пов'язують маревний паразитоз з гіпертиреозом, який вважається вторинним типом маревного паразитозу, оскільки він проходить після лікування тиреоїдними препаратами.
Інша теорія припускає як причину перенапруження дофамінергічної системи в лімбічній області головного мозку, подібно як це відбувається при шизофренії чи психозах, індукованих наркотиками, чим пояснюється чутливість хворих на маревний паразитоз до пімозиду, дуже специфічного дофаміноблокатору. Існує й гіпотеза про участь таламусу у виникненні маревного паразитозу. Висловлене припущення, що марення є соматичним проявом основної тривоги. Для пацієнтів ідея зараження паразитами є легшою для сприйняття і стає механізмом подолання тих проблем, що виникли, та їх хвилюють.
Було показано, що довгі алелі в екзоні 3 гена дофамінового рецептора D4 (DRD4) були пов'язані з виразністю психотичних розладів, особливо маревних. Навпаки, асоціація з поліморфізмами в гені, що кодує пресинаптичний транспортер дофаміну, відсутня при маревних розладах.
Незважаючи на те, що маревний паразитоз асоціюється з деякими медичними та психіатричними станами, однак це первинний розлад, а не наслідок іншого загального медичного чи психіатричного стану. Незважаючи на те, що хвороба відома більше 100 років, судження щодо патофізіологічних змін мозку при різних формах клінічного перебігу не є переконливими.
Простежується еволюційний розвиток маревного паразитозу, який першочергово пов'язаний зі змінами в житті людської популяції. У XIX та на початку XX століття пацієнти вважали, що заражаються коростою або якимось шкідником. Надалі це змінювалося на паразитів чи комах, а потім, все частіше, на бактерії, грибки, віруси чи невідомі види. В останні роки з'явилися нові ймовірні «збудники», такі як «адаптований до стелс вірус» та «альтернативні пігменти клітинної енергії». Ще зовсім недавно передбачуваними збудниками могли бути нитки, волоски та волокна, явище, яке люди, що страждають на це, називають «моргеллонами». На тему «зараження» впливає сучасна література та фільми (спалахи нових збудників із секретних лабораторій тощо).

### Роль Інтернету
Спеціалізовані вебсайти в Інтернеті й, зокрема, форуми, що стосуються тем, стали важливою комунікаційною платформою майже для будь-яких захворювань. Вони можуть бути дуже корисними, але у випадку маревного паразитозу поширюються абсурдні уявлення про невідомі збудники та некритичні рекомендації щодо небезпечних стратегій самоочищення. Більшість пацієнтів з маревним паразитозом шукали допомоги на цих вебсайтах. Рекомендується лікарям відвідувати такі вебсайти та форуми, щоб знати, яку інформацію поширюють та читають пацієнти. Прихильники та багато користувачів цих вебсайтів вважають, що вони страждають від невідомого інфекційного захворювання шкіри. Вони використовують Інтернет для створення організацій пацієнтів, а також для організації та фінансування фальшивих чи професійних досліджень невідомих інфекційних агентів. Деякі роки Національна асоціація невідомих шкірних паразитів була основною платформою. Вона заперечувала наявність психіатричної проблеми у постраждалих та висміювала професійну медицину за те, що та не змогла визначити збудників хвороби.

## Епідеміологічні особливості
Точна поширеність хвороби в світі невідома, вона зустрічається по всіх континентах за виключенням Антарктиди. Хоча більшість класичних випадків зареєстровано в Європі та Північній Америці, з початком XXI століття зросла кількість випадків з Південної Америки, Карибського регіону, Близького Сходу, Азії, Тихоокеанського регіону та Австралії. Частіше зустрічаються у європеоїдів, ніж у людей інших рас. Спостерігаються випадки в основному у європеоїдних жінок середнього та старшого віку, хоча про хворобу повідомлялося у всіх вікових групах та у чоловіків. Співвідношення уражених жінок до чоловіків становить приблизно 2:1. Точніше це співвідношення становить 1:1 у людей молодших 50 років та 3:1 у тих, хто старше 50 років. Пацієнти згідно з дослідженнями мають соціально-економічний статус нижче середнього, також середній рівень інтелекту. Обговорюється питання, що хвороба має певну весняну сезонність. Також науковці припускають полегшення виникнення хвороби через поширення інформації в інтернеті.

## Класифікація
Є заплутаною. Маревний паразитоз вважається, в першу чергу, моносимптомним іпохондричним психозом і асоціюється з шизофренією, нав'язливими станами, біполярним розладом, депресією та тривожними розладами. Виникає насамперед у білих жінок середнього та старшого віку, хоча про випадки його повідомлялося у всіх вікових групах та у чоловіків.

## Особливості медичного спостереження
Науковці ввели термін «хвороба Моргеллонів» для опису стану, який характеризується наявністю волокон, що прикріплені до шкіри або виявляються хворими на її поверхні або ушкодженнях. Це було зроблено аби не відлякувати хворих від контакту з лікарями. Запропоновано відмовитися в спілкуванні з пацієнтами від таких діагностичних термінів як «трихотіломанія», «маревний паразитоз» та «невротична екскоріація», які стали перешкодами для лікування через їхнє несприйняття пацієнтами. Натомість запропоновано використати альтернативну для пацієнта термінологію «нейромеханічної алопеції», «псевдопаразитарної дисестезії» та просто «екскоріації», що спокійніше сприймається пацієнтами.
Виявлено, що пацієнти, які зверталися до медичних закладів з маревним паразитозом, в 300 разів частіше вимагають від лікаря залучення юриста до розмови, аніж інші пацієнти в тих же клінічних ситуаціях.
Європейські дослідники повідомили про дослідження 148 пацієнтів. Жоден з них не мав справжньої інвазії, як було показано ретельними комплексними обстеженнями. Більшість цих пацієнтів відзначали у себе значну кількість живих чи неживих патогенних агентів. 48 % з них надали лікарям «докази» їхніх інвазій. Ці екземпляри здебільшого були шматочками шкіри, волоссям і, рідко, комахами. Лише деякі з цих комах були антропофільними або патогенними для людини. Жодні комахи не могли бути пов'язані з клінічними проявами у цих пацієнтів.
У двох вичерпних оглядах у 2013 році підтверджено необхідність встановлення терапевтичного альянсу з пацієнтами через проблеми лікування стану, який лікар може вважати психічним за своєю суттю, тоді як пацієнт переконаний, що це реально і фізично. Пацієнти можуть протистояти припущенням, що їхній стан психіатричний, а не фізичний, і відмовляються від направлення на психіатричну допомогу. Незважаючи на ретельне обстеження та запевнення лікаря, що зараження немає, пацієнт чіпляється за свої переконання. Для завоювання певної довіри пацієнтів може знадобитися значний такт та неодноразові візити. Насправді у 35 % пацієнтів віра в їхню зараженість є непохитною. Приблизно 12 % пацієнтів переконані, що їхні дитина, подружжя, родичі або домашня тварина заражені. 1 % вважає, що уражені грибками, особливо тоді, коли мають свербіж повік. Певна кількість пацієнтів вважає, що їхні «паразити» є у місці їхнього проживання, зокрема, на ліжку, дивані, стінах або в усій квартирі / будинку. Вони вживають крайні заходи для очищення шкіри та дезінфекції або навіть знищення одягу та меблів. Кілька членів сім'ї, як правило, чоловік і дружина або хтось з батьків та дитина, іноді можуть страждати маревним паразитозом.
Наразі пацієнти частіше звертаються по допомогу до дерматологів, які можуть мати проблеми у лікуванні цих пацієнтів через психічний характер їхнього розладу. Внаслідок того, що пацієнти вважають за краще звертатися до дерматологів, а не до психіатрів, для дерматологів важливо переконати пацієнтів у розумінні походження розладу. Ведення хворих з маревним паразитозом часто важке, оскільки вони повністю переконані в існуванні та зараженні «своїми» паразитами, переважає жорстка віра у їхнє марення проти всіх медичних доказів того, що вони не є зараженими. Багато пацієнтів просять лікаря про краще або ще одне діагностичне дослідження, незалежно від того, скільки дерматологічних та мікробіологічних тестів було безрезультатно проведено. Лікар не повинен сподіватися, що пацієнти будуть заспокоєні негативним висновком. Натомість «невстановлення» причини буде ними трактуватися як «некомпетентність» лікаря, або пацієнти знайдуть інше пояснення для підтвердження своїх переконань (наприклад, «зразок взято в неправильному місці або в неправильний час»; «поганий мікроскоп», «неправильне середовище», «використаний неправильний аналітичний метод»; «відбулося змішування зразків, імен чи результатів досліджень»; тощо).
Іноді хвороба може покращитися і пройти самостійно, але в більшості випадків лікування психотропними препаратами зазвичай необхідне. Найбільша проблема в лікуванні цих пацієнтів полягає в отриманні їхньої згоди розпочати лікування антипсихотичними препаратами. Деякі пацієнти можуть жити із зараженням без медикаментозного чи психіатричного лікування, отримуючи відповідне заспокоєння, підтримку та увагу свого лікаря. Часто з веденням цих пацієнтів найкраще справляється спільна діяльність сімейних лікарів, інфекціоністів, дерматологів, психіатрів та ентомологів, що продемонстрували перші дві спеціалізовані міждисциплінарні амбулаторії, які були відкриті у 1980-х роках в Австрії та Німеччині.

## Варіанти клінічного перебігу
Деякі науковці навіть виділяють кілька варіантів цього розладу:
- Folie à deux («божевілля, яке ділиться на двох») — коли хвороба охоплює мінімум двох людей.
- Folie à famille («сімейне божевілля») — коли хвороба передається всередині сім'ї більш ніж двом членам.
- Тверде переконання, що подружжя, дитина чи домашня тварина заражені.

Форма «сімейного божевілля» зустрічається між сестрами в 34 %, дружиною та чоловіком — 20 %, мати та дитиною — 20 %, між братами — 9 %, батьком та сином — 2 %.

## Клінічні прояви
Вважається, що це моносимптомний психоз, тип психопатології, який певною мірою відрізняється від решти психотичних уражень. Якщо стан має певну патологічну причину (наприклад, короста), це не є маревним паразитозом. При обстеженні хворого з підозрою на маревний паразитоз необхідно досліджувати й інші причини свербежу. Для діагностики цього стану необхідно виключити справжні інвазії (зокрема коросту, педикульоз) та первинні системні причини свербежу, що включають різні гепатити, ВІЛ-інфекцію, герпетиформний дерматит, захворювання щитоподібної залози, анемію, порушення функції нирок, неврологічну дисфункцію та лімфоми, особливо Годжкіна.
З початком хвороби з'являється шкірне відчуття повзання, кусання чи покусування, яке призводить до того, що хворий намагається дістати уявних паразитів. Це спричинює подряпини, ерозії та невеликі виразки на шкірі. Пацієнт починає шукати порад від численних лікарів, гігієністів, ентомологів тощо, потім часто скаржиться на некомпетентність отриманих порад та ставиться до фахівця з ворожістю та підозрою. Пацієнти починають оглядати себе, особливо свою шкіру. Пошук поступово стає все більш ретельним, і часто для огляду шкіри використовуються такі інструменти, як лупа та пінцет. Ці «ритуальні дослідження» можуть займати години щодня. Пацієнти часто створюють замітки, псевдонаукові нариси та малюнки. В останні роки стали популярними цифрові фотографії ймовірних збудників та ураження шкіри, навіть мікрофільми. Зазвичай пацієнти намагаються спіймати збудника як доказ або, рідше, для подальшого дослідження.
Спираючись на власні спостереження, пацієнти можуть надати вражаючі описи «паразитів», вони описують, де «збудники» мешкають в їхньому організмі і як вони поширюються, їдять шкіру, розмножуються або проявляють інші дії. Оскільки пацієнти не мають тактильних відчуттів постійно, вони пояснюють це тимчасовою бездіяльністю або циклами спокою «збудника».
Коли пацієнти «ловлять збудників», їх доставляють до лікаря як доказ зараження. Ці зразки, як правило, представлені у невеликому пакеті, посудині, сірниковій коробці, сумці, аркуші паперу або пластиковій фользі для захисту. Це говорить про те, що з цими нібито небезпечними збудниками поводяться без огиди чи тривоги нового зараження. Натомість вони збираються та зберігаються як трофеї. Докази, як правило, складаються з тьмяного матеріалу, зокрема, кульбаби, кірочок, парші від загоєння уражень шкіри, волосся, ниток та інших частинок одягу, волокон, бруду або піску. Вони також можуть складатися з ніжок від мух або павуків, або волокон панірувальних сухарів; сюди входить і так звані «моргеллони». Клінічний досвід свідчить, що більшість пацієнтів беруть або направляють зразки до лікарів або мікробіологів під час хвороби. Хоча справжню природу зразка можна легко визначити, матеріал слід вивчити.
Пацієнти демонструють надмірну чистоту свого довкілля та тіла. Близько 80 % пацієнтів також починають інтенсивне, повторюване, часто небезпечне самоочищення, щоб позбутися від «збудників» хвороб. Окрім частої зміни та прання одягу, постільної білизни тощо, це може бути й перебільшено до декількох дезінфекцій усього будинку та тіла щодня або до зміни білизни через кілька годин, навіть вночі. Використовується незліченна кількість безрецептурних дезінфікуючих засобів, мила та хімікатів, часто надмірно за кількістю та частотою. Деякі пацієнти застосовують спирт, перекис водню, нафту, бензин або гас. Механічна дія та інструменти також використовуються для «вбивства або лову збудників» (натирання або подряпини нігтями, пилками для нігтів, пінцетом тощо). А деякі пацієнти застосовують для цього електричний струм, вогонь, лід, рідини (миття, купання та замочування протягом годин) та солярій. У випадках «зараження» кишечнику або отворів тіла — проносні засоби, клізми, прийом всередину або промивання оцтом чи перцем чилі. При цьому трапляються травми. Можуть виникати тяжкі самопошкодження очей. Повідомляється часто про епіляцію волосся на голові та на тілі, коли пацієнти асоціювали волосся із «зараженням». Родичів пацієнти іноді закликають брати участь у таких діях, особливо у випадках спільного марення. Засоби самолікування часто вишукують в інших пацієнтів, часто через Інтернет. Чим менше пацієнти відчувають, що професійна медицина може допомогти, тим більше вони застосовують ці заходи. Іншими обов'язками та особистими контактами хворі часто нехтують. Пацієнти сприймають ці заходи як корисні в тій чи іншій мірі, але врешті-решт жоден з них їх не задовольняє. Стратегії боротьби часто змінюються по декілька разів у марних пошуках ефективного заходу.
Найпоширенішими ускладненнями «самолікування» є різні ураження шкіри (ерозії, подряпини, виразки, геморагічні скоринки, гіпер- та депігментація, лихеніфікація, бактеріальна суперінфекція, рубці з вузлами та бляшками, хронічний подразнюючий контактний дерматит тощо). Поява справжніх проблем зі шкірою дозволяє зробити більш правдоподібною версію пацієнта, що у нього таки є зараження шкіри, тому що начебто існує причина для свербежу та шкірних відчуттів. Однак різний термін ураження та їхнє поширення свідчать про характер маніпуляції. Пошкодження, як правило, обмежені частинами тіла в межах легкої досяжності. Вони часто більш тяжкі на стороні, протилежній домінуючій руці. Ураження шкіри є вирішальним фактором патогенезу та підтримання маревного розладу.
Чим більше пацієнти даремно намагаються звільнитися від «зараження», тим гнівливими і відчайдушними можуть стати. Можуть відбуватися небезпечні дії, такі як спалення «заражених» меблів, інших товарів та одягу, навіть втеча з дому. У деяких пацієнтів розвиваються навпаки депресивні симптоми. І навпаки, виникають гнівні реакції. Вони варіюються від засмучення та ворожості (якщо лікар згадує, що проблема є психіатричною), заперечення можливості психіатричної проблеми та звинувачення лікарів у їх некомпетентності, до іноді агресивних посягань. Характерна велика активність для досягнення своїх цілей. Це сприяє значним фінансовим витратам, які виникають внаслідок частої зміни лікарів, придбання дезінфікуючих засобів та медикаментів, руйнування частин домашнього господарства тощо. Такі пацієнти часто стають сприйнятливими до «постачальників медичних послуг, орієнтованих на прибуток».
Але в частини хворих не виникає фіксованого уявлення про те, що шкірні відчуття спричинюють паразити. Пацієнти з такими поглядами можуть сприйняти думку лікаря про те, що вони не мають зараження. Багато випадків маревного паразитозу залишаються невиявленими.
Маревний паразитоз може бути головною ознакою деменції. Хворі на шизофренію можуть подумати, що їх атакують комахи як прояв їхньої параної. Тип тяжкої депресії, що називається психотичною, може змусити пацієнта вважати, що він забруднений через зараження комахами. У такого пацієнта може бути пригнічений настрій, почуття безпорадності, безнадії, нікчемності, надмірної провини. Часто ці відчуття очевидні при клінічному обстеженні. Під час лікування хвороби Паркінсона, при лікуванні оперізуючого герпесу, призначенні габапентину, ципрофлоксацину, мефлохіну, пемоліну повідомлялося про появу вторинного маревного паразитозу.

## Діагностика
Жоден лабораторний тест не може допомогти діагностувати цю хворобу; однак деякі лабораторні тести можуть допомогти виявити інші захворювання, які можуть імітувати маревний паразитоз. Слід відрізняти від педикульозу, при якому виявляються воші та гниди в одежі та на волоссі, від корости, при якій виявляються папульозні висипання та в них знаходять кліщів, збудників хвороби.
Виявляються під час проведення магнітно-резонансної томографії судинні ураження базальних гангліїв з переважним двостороннім ураженням стріатуму, зокрема путамена, та підкіркові ураження білої речовини в центральних ділянках. Зрідка виявляється атрофія кори мозку.

### Обґрунтування діагнозу
Ґрунтується на:
- виключенні зараження: для усунення корости слід застосовувати препарат з мінеральним маслом, а також провести мікроскопічне дослідження шкіри, одежі та волосся, щоб виключити наявність вошей;
- виключенні неврологічної патології через дію токсинів або дефіцит вітамінів можна виключити відповідними тестами;
- проведенні досліджень для оцінки інших причин свербежу (наприклад, низький рівень заліза, захворювання печінки або нирок), якщо це має клінічні прояви;
- проведенні біопсії шкіри, яка як правило, більш корисна для заспокоєння пацієнтів відсутністю патології, ніж спроби вербального заспокоєння;
- виключенні вживання кокаїну, метилфенідату або амфетамінів;
- виключення шизофренії;
- тому факті, що психосоціальне функціонування обстеженого не погіршується, окрім омани відносно паразитів;
- якщо розлад настрою співіснує, порушення настрою коротше за тривалістю, ніж марення;
- вивченні «доказів», яких приносить пацієнт, щоб дати висновок, що матеріал був обстежений і паразитів не знайдено.

У рідкісних випадках деякі неврологічні порушення (наприклад, пухлини, неврити, розсіяний склероз) можуть імітувати симптоми маревного паразитозу. Причини таких уражень мають бути виключені при проведенні МРТ або КТ, якщо вони сильно підозрюються на підставі клінічного обстеження.
Згідно з пропозицією Роланда Фрюденманна та Пітера Ліппінга (2009 рік), яка ґрунтується на вивченні 508 джерел до грудня 2008 року, виділяються мінімальні критерії діагностики маревного паразитозу:
1. пацієнти повідомляють про зараження патогенами (маленькими, яскравими, рідкісними, часто «новими для науки») без будь-яких медичних або мікробіологічних доказів цього, починаючи від надцінних ідей до фіксованої, непохитної віри.
2. аномальні відчуття на шкірі пояснюються першим критерієм (зазвичай відповідають критеріям якісно аномальних відчуттів [рівень 2 цінестезії за Г. Губером], тобто без розширеного марення, за винятком випадків, що є проявами шизофренії).

Можуть бути присутні додаткові факультативні психотичні та непсихотичні симптоми, наприклад, зорові ілюзії або галюцинації. Розташування проявів: на шкірі (на ній, під нею), але можуть бути «задіяні» всі частини тіла. Тривалість: зазвичай місяці або роки (хронічні), починаючи від хвилин (якщо є вторинними при гострому токсичному психозі або делірії) до років.
Наразі вони виділяють 4 типи класичного перебігу маревного паразитозу:
1. первинний — жінка середнього та похилого віку з малою кількістю соціальних контактів, не має психіатричного анамнезу, нормальної когнітивної та соціальної функції;
2. пов'язаний з деменцією — пацієнт похилого віку, великою кількістю фонових хвороб, з деменцією та можливими порушеннями зору чи слуху, який проживає в будинку престарілих, у якого поступово розвиваються прояви маревного паразитозу поруч із параноїдними симптомами, такими як ідеї переслідування та пограбування;
3. вторинний — літній пацієнт із судинною енцефалопатією та атрофією кори (з деменцією або без неї);
4. індукований психотичними речовинами — пацієнт молодого віку з раптовими і минущими симптомами маревного паразитозу, що є вторинними при регулярному застосуванні дельта-9-тетрагідроканабінолів, амфетамінів або кокаїну.

Цікавою та показовою особливістю є припущений розміру «збудників хвороб». Вони часто описуються як «занадто малі, щоб побачити», або просто крихітні, так що пацієнту важко вловити їх. «Збудники», розміри яких перевищують сантиметр, нехарактерні для первинного маревного паразитозу і, швидше, вказують на токсичний психоз, делірій чи шизофренію. Колір «збудників» часто чорний, сірий або білий, хоча і зустрічаються всі кольори. Іноді «збудники» є кольоровими або навіть змінювати колір, наприклад, з червоного на зелений. Найчастішим уявним джерелом зараження є передача від інших людей, рослин, якоїсь частини житла хворого, меншою мірою від оточуючих тварин, в тому числі й домашніх. Справжня паразитарна хвороба домашніх тварин може стати тригером для виникнення маревного паразитозу у власників домашніх тварин. Найчастішою локалізацією «зараження» є шкіра рук, рук, ніг, гомілок, голови, області верхньої частини спини, грудей та статевих органів. Часто задіяні отвори тіла, такі як ніс, вуха, рот, задній прохід і весь шлунково-кишковий тракт. Ураження всього тіла рідкісне.
Дивні або химерні вірування та манери поведінки не повинні бути присутніми. Віра пацієнта в зараженість та послідовні заходи для звільнення від можливих збудників хвороб, не є «дивним» чи «химерним» у цьому контексті (наприклад, порівняно з людиною, яка хворіє на шизофренію та вважає, що на неї впливають електричними полями та радіоантенами, які втручаються в синапси мозку). Немає ознак тривалої дезорганізації поведінки як це відбувається при шизофренії. Галюцинації не домінують у перебігу хвороби, але можуть бути присутніми, якщо вони пов'язані з оманливою темою, наприклад, тактильні відчуття «паразитів, що повзають», вважаючи, що існує зараженість таким шкідником. Первісні симптоми для діагностики шизофренії за критеріями Курта Шнайдера мають бути відсутніми. Можливість депресивних перепадів настрою в перебігу маревного розладу згадується в діагностичних критеріях, але депресія повинна бути вторинною по відношенню до марення і мати меншу тривалість.

## Лікування

### Загальні заходи
Наголошено на необхідності лікаря встановити терапевтичний альянс з пацієнтами, які страждають на маревний паразитоз. Без цього союзу важко переконати пацієнтів приймати необхідні ліки. Перша зустріч з пацієнтом може задати правильний напрямок усім наступним візитам до лікаря. Лікар повинен надати повну інформацію щодо плану лікування та отримати згоду перед початком його або попросити пацієнта звернутися до психіатра. Слід вислухати розповідь пацієнта та дати йому кілька хвилин, щоб розповісти, а потім слід перейти до прямих запитань. Не слід зупинятися на психіатричній історії хворого, що сприятиме довірі та дозволяє контролювати діалог. Слід ретельно оглянути шкіру пацієнта та будь-які «паразитів», які вони принесуть для виключення справжнього паразитарного ураження. Формування зв'язку з пацієнтом дозволить запропонувати методи лікування, які пацієнт може інакше не прийняти. Якщо пацієнт наполягає на проведенні йому біопсії, то її слід виконати, що покаже, що лікар щиро переймаєтесь його проблемою. Слід проявити стурбованість тим, як хворобливий стан вплинув на життя пацієнта. Показано, що ця методика позитивно впливає на встановлення добрих відносин між лікарем і пацієнтом. Крім того, це може допомогти індивідуалізувати терапевтичну стратегію для пацієнта таким чином, що це не посилить марення. Лікарю слід бути чуйним, але не співчутливим. Необхідно повідомити пацієнту, що лікар розуміє, як хворобливий стан залишив його відчуття ізольованими. Слід визначити, що зближення з пацієнтом не завжди розвиватиметься негайно. Може знадобитися кілька відвідувань, перш ніж пацієнт буде достатньо сприятливий, щоб прийняти пропозиції щодо лікування. Лікарів найбільше хвилює дискусія з пацієнтом, що стосується діагностики та лікування. Більшість пацієнтів не приймуть психіатричний діагноз за умови, коли вони впевнені, що це соматична проблема.
Більшість пацієнтів вимагають сильної терапії, а не більшої діагностики. Вони «вже знають», що вони мають, і часто просять призначити найагресивніший антибіотик, противірусний препарат, протигрибковий чи інший для позбавлення від «збудників» хвороби. Було б неетичним і недоцільним сприяти цим ірраціональним запитам з наміром, щоб пацієнт дізнався про відсутність ефекту від такого роду препаратів та отримав уявлення про справжню природу своїх проявів. Цей підхід не спрацює, оскільки відсутність ефекту переосмислюється неадекватно (як то, «це був неправильний або занадто слабкий антиінфекційний засіб»). Отже, призначення будь-якого антиінфекційного засобу без чітких вказівок не є можливим і посилює помилкове переконання хворого. Пряма пропозиція психофармакологічного лікування без супровідних заходів дратує пацієнта.
Спостерігається збільшення комбінованих психіатричних / дерматологічних підходів до лікування маревного паразитозу, використовуючи мультидисциплінарну співпрацю.

### Психотропні засоби
Єдиний напрямок в лікуванні цього синдрому — це прийом психотропних препаратів. Якщо відчуття свербежу пов'язане з іншим захворюванням або вживанням речовин, а не з моносимптомним іпохондричним психозом, то захворювання можна лікувати, або речовину, що спричинює це відчуття, можна усунути.
Вкрай важливо, щоб лікар не використовував оману, аби заохотити пацієнта прийняти певні методи лікування. Якщо зокрема пацієнт прийме ліки, такі як рисперідон, а лікар скаже, що це препарат, який «вбиває паразитів», це тільки підсилить марення. Навіть надання пацієнту курсу перметрину з мотивацією «про всяк випадок» може посилити марення і зробити лікування набагато складнішим згодом. Кожен пацієнт може згадати відвідування лікаря, на якому його або її підозри зараженості були «підтверджені».
Тому доцільно використовувати повільну тактику контакту з пацієнтом на кшталт чергування фраз:
- «У вас дуже складна проблема, але ми вивчимо принесені вами зразки і спробуємо допомогти вам будь-яким способом, який знаємо».
- «У вас сьогодні не знайдено жодних паразитів, але ми маємо готовність вивчити будь-які докази, які ви принесете у майбутньому».
- «Помітно, що ви страждаєте від цієї проблеми, і це насправді турбує вас день і ніч. Можливо, ми можемо запропонувати вам ліки, які здатні допомогти полегшити частину цього лиха».
- «Відомо, що цей препарат допомагає іншим пацієнтам із тією ж проблемою».
- «Я хотів би направити вас до фахівця з цього захворювання» (Пацієнту не відразу кажуть, що фахівець — психіатр, але цей факт не заперечується, якщо лікаря про це запитують).

«Ви, можливо, спочатку мали певне зараження, яке було належним чином оброблено, і єдина наразі ознака — це залишкові відчуття, які ви відчуваєте у своїй шкірі. З огляду на досвід, який ви мали, можна зрозуміти, що ви відчуваєте, що паразити все ще є у вас. Ця хвороба, яку я бачив раніше, і ліки, які збираюся призначити, зазвичай дуже корисні для позбавлення від останнього залишкового дискомфорту».
Слід звернутися до психіатра, якщо лікар не може призначити необхідні ліки. Більшість пацієнтів із маревним паразитозом неохоче звертаються до психіатра, і лікарю важливо завоювати довіру пацієнта після кількох відвідувань, а лише тоді рекомендувати йому зустріч з психіатром. Слід докласти великих зусиль для того, щоб пацієнти відчували себе комфортно, що можна досягти встановивши сприятливе та доброзичливе середовище, в якому пацієнти не відчувають, що будуть ігноровані
або висміюватися так, як вони, можливо, відчували себе раніше.
Бензодіазепіни, такі як діазепам та алпразолам, зазвичай застосовуються для короткочасного лікування тривоги. Ці ліки мають швидку дію і їх можна відмінити через кілька тижнів. Консультація з психіатром може бути корисною для клініцистів, які не знайомі з цими препаратами чи не задоволені ними. Серотонінергічні антидепресанти відіграють певну роль у лікуванні цих пацієнтів. Наголошується, що їхня дія проявляється не раніше 8-10 тижнів лікування. Серед тих, хто на нього згодилися, ефективність сягає 68 %. Аріпіпразол має унікальний фармакологічний профіль, який відрізняється від інших атипових антипсихотичних препаратів. Вважається частковим дофамінергічним агоністом, що діє як слабкий стимулятор (так званий «частковий» агоніст) на постсинаптичні рецептори дофаміну D2, так і на пресинаптичні авторецептори. Чинить антагоністичний (інгібіторний) або агоністичний (стимулюючий) ефект, залежно від чутливості рецепторів та наявності дофаміну. Крім того, аріпіпразол проявляє частковий агонізм рецепторів серотоніну (1А) та антагонізм у рецепторах серотоніну (2А). Використовують ситуативно оланзапін, пімозид, есциталопрам. Найпоширенішими несприятливими ефектами є екстрапірамідні симптоми, включаючи скутість і, іноді, особливе внутрішнє відчуття неспокою, що називається акатізією. Ефективне лікування таких екстрапірамідних реакцій включає бентропін по 0,001-0,002 г до 4 разів на день, якщо це необхідно, або дифенгідрамін по 0,025 г 3 рази на день. Для лікування використовується й галоперидол, звичайний антипсихотичний засіб, подібний до пімозиду. Вторинний маревний паразитоз успішно лікувався комбінацією циталопраму та клозапіну.

### Підтримуюче лікування
Крем «Кротамітон» корисний при свербежі, і, можливо, викорінює деякі мікроорганізми. Місцеві або внутрішньом'язові глюкокортикостероїди можуть бути корисні для полегшення відчуття свербіння. Додатково можуть бути корисними антигістамінні засоби. Хоча психотерапія не є ефективною як основне лікування, вона може бути корисною як допоміжне лікування.
Після того, як ліки усунуть прояви маревного паразитозу, препарати слід продовжувати приймати впродовж декількох місяців, а лише тоді відміняти їх. Часто пацієнтам приходить думка, що ліки вбили паразитів, і багато (але не всі) відчувають ослаблення марення.
Терапія може спричинити деякі несприятливі наслідки. Пімозид може призвести до позбавленої дискінезії та акатизії. Екстрапірамідні реакції спостерігаються приблизно у 10-15 % пацієнтів, які приймають пімозид. Пімозид може мати кардіотоксичну дію у великих дозах. Це може спричинити зміни ЕКГ, такі як подовження інтервалу QT, зміни хвилі Т та поява U хвиль. Часто виникає кератокон'юнктивіт. Галоперидол призводить до акінезії.
Якщо маревний паразитоз не лікувати або робити це неправильно, на місці розчухів можуть виникнути рубці. Все життя пацієнта та його членів сім'ї можуть бути порушені через їхні страждання та невдалі спроби лікування.